# Alcidion albosparsus
Alcidion albosparsus är en skalbaggsart som först beskrevs av Julius Melzer 1935.  Alcidion albosparsus ingår i släktet Alcidion och familjen långhorningar.
Artens utbredningsområde är Paraguay. Inga underarter finns listade i Catalogue of Life.